# Dichochrysa yuxianensis
Dichochrysa yuxianensis là một loài côn trùng trong họ Chrysopidae thuộc bộ Neuroptera. Loài này được Bian & Li miêu tả năm 1992.